# Cordova, Alaska
Cordova är en ort (city) i Chugach Census Area i delstaten Alaska i USA. Orten hade 2 609 invånare, på en yta av 194,62 km² (2020). Den ligger nära Copper Rivers mynning, på östra sidan av Prince William Sound.
Området beboddes historiskt av alutiiq-folket, och orten med det nuvarande namnet grundades 1884 och namngavs 1906.